# Interactive Tour
 (juin 2013).
Si vous disposez d'ouvrages ou d'articles de référence ou si vous connaissez des sites web de qualité traitant du thème abordé ici, merci de compléter l'article en donnant les références utiles à sa vérifiabilité et en les liant à la section « Notes et références ».
Tournées par Prince
Act II Tour
(1993) The Ultimate Live Experience
(1995)
Interactive Tour est une semi tournée du chanteur Prince qui s'est déroulée au cours de l'année 1994. Semi tournée, car les concerts furent très irréguliers. Mais ce qui rassemble chacun d'eux est que ce sont les seuls à clairement faire la promotion des albums Come et Exodus.

## Histoire
À partir de 1994 les premiers conflits entre Prince et Warner Bros firent leur apparition. Prince ne se produisit plus pour l'entreprise. Il refusa la séquence classique un album, des singles, une tournée et revendiqua sa liberté d'écrire, de produire et de sortir. Ceci explique l'irrégularité de cette tournée, car chaque concert fut exceptionnel.
Quelques mois auparavant, Prince avait décidé de changer de nom et de se faire appeler par un symbole imprononçable. Il était également annoncé qu'il ne jouerait plus du tout d'ancien matériel, chose qui dura effectivement pendant un peu plus de deux ans.
Le 4 mai 1994, à Monaco pour les World Music Awards, Prince joua en public son nouveau titre inédit The Most Beautiful Girl in the World. Le 26 juin à Los Angeles, dans l'émission VH1 Honors, trois autres titres inédits furent révélés. Le talent de Prince et sa maîtrise totale des instruments rendent ces performances admirables, mais elles ne sont plus comparable avec celles qu'il interprétait avec le trio Danse. 
Le contenu de la plupart des concerts provient des albums Come et The Gold Experience, avec à partir de juin 94 quelques extraits de l'album Exodus. Beaucoup de ces morceaux n'étaient pas disponibles sur disque au moment du show, ce qui a fortement intéressé les fans avides de nouveautés. Néanmoins, en lançant une tournée des clubs avec des concerts tard dans la nuit et ne contenant pratiquement aucune chanson connue, Prince a ainsi écarté une bonne partie de son auditoire, et seuls les fans les plus tenaces ont continué à le suivre.

## Groupe
- Prince : chant, guitare et piano.
- Levi Seacer, Jr. : chant et guitare.
- Sonny T. : chant, guitare et basse.
- Morris Hayes : chant, clavier et orgue.
- Tommy Barbarella : clavier.
- Michael Bland : chant, batterie et percussions.
- The NPG Hornz : danse.
- Mayte : chant et danse.

## Liste des titres
Liste du 8 juin 1994 :
- Billy Jack Bitch
- The Most Beautiful Girl in the World
- Loose
- Shoop
- Sexy MF
- Gett Off
- Acknowledge Me
- It's alright
- I believe in you
- Maybe your baby
- Peach
- I'm in the mood

Liste du 14 juillet 1994 :
- The Ride
- The Jam
- Shhh
- Days of Wild
- Hair
- Now
- Babies Makin Babies
- The Most Beautiful Girl in the World
- Race
- Johnny
- Acknowledge Me
- Dark
- Instrumental
- Love Sign
- Get Wild
- Peach

## Dates des concerts
| #  | Date              | Ville       | Pays       | Salle             | Audience |
| -- | ----------------- | ----------- | ---------- | ----------------- | -------- |
| 1  | 15 septembre 1993 | Chanhassen  | États-Unis | Paisley Park      | 100      |
| 2  | 17 septembre 1993 | Chanhassen  | États-Unis | Paisley Park      | 100      |
| 3  | 1er novembre 1993 | Chanhassen  | États-Unis | Paisley Park      | 100      |
| 4  | 23 novembre 1993  | Chanhassen  | États-Unis | Paisley Park      | 100      |
| 5  | 26 novembre 1993  | Chanhassen  | États-Unis | Paisley Park      | 100      |
| 6  | 12 février 1994   | Chanhassen  | États-Unis | Paisley Park      | 1 300    |
| 7  | 5 mars 1994       | Chanhassen  | États-Unis | Paisley Park      | 1 300    |
| 8  | 16 avril 1994     | Minneapolis | États-Unis | Glam Slam         | 700      |
| 9  | 22 avril 1994     | Minneapolis | États-Unis | Glam Slam         | 700      |
| 10 | 23 avril 1994     | Minneapolis | États-Unis | Glam Slam         | 700      |
| 11 | 25 avril 1994     | Minneapolis | États-Unis | Glam Slam         | 700      |
| 12 | 26 avril 1994     | Minneapolis | États-Unis | Glam Slam         | 700      |
| 13 | 2 mai 1994        | Monaco      | Monaco     | Stars 'N' Bars    | 300      |
| 14 | 3 mai 1994        | Monaco      | Monaco     | Stars 'N' Bars    | 300      |
| 15 | 5 mai 1994        | Paris       | France     | Le Bataclan       | 800      |
| 16 | 9 mai 1994        | Minneapolis | États-Unis | Glam Slam         | 700      |
| 17 | 13 mai 1994       | Minneapolis | États-Unis | Glam Slam         | 700      |
| 18 | 24 mai 1994       | Minneapolis | États-Unis | Glam Slam         | 700      |
| 19 | 25 mai 1994       | Chanhassen  | États-Unis | Paisley Park      | 1 300    |
| 20 | 27 mai 1994       | Minneapolis | États-Unis | Glam Slam         | 700      |
| 21 | 28 mai 1994       | Minneapolis | États-Unis | Glam Slam         | 700      |
| 22 | 7 juin 1994       | Miami       | États-Unis | Glam Slam         | 1 500    |
| 23 | 8 juin 1994       | Miami       | États-Unis | Glam Slam         | 550      |
| 24 | 9 juin 1994       | Miami       | États-Unis | Glam Slam         | 400      |
| 25 | 19 juin 1994      | Los Angeles | États-Unis | Glam Slam         | 400      |
| 26 | 20 juin 1994      | Los Angeles | États-Unis | House Of Blues    | 2 000    |
| 27 | 26 juin 1994      | Los Angeles | États-Unis | Glam Slam         | 400      |
| 28 | 27 juin 1994      | Los Angeles | États-Unis | Glam Slam         | 200      |
| 29 | 27 juin 1994      | Los Angeles | États-Unis | Glam Slam         | 200      |
| 30 | 13 juillet 1994   | New York    | États-Unis | Palladium (en)    | 2 500    |
| 31 | 14 juillet 1994   | New York    | États-Unis | Palladium (en)    | 800      |
| 32 | 14 juillet 1994   | New York    | États-Unis | Palladium (en)    | 2 500    |
| 33 | 25 juillet 1994   | Minneapolis | États-Unis | Glam Slam         | 700      |
| 34 | 26 juillet 1994   | Minneapolis | États-Unis | Glam Slam         | 700      |
| 35 | 11 novembre 1994  | Chanhassen  | États-Unis | Paisley Park      | 1 300    |
| 36 | 12 novembre 1994  | Chanhassen  | États-Unis | Paisley Park      | 1 300    |
| 37 | 24 novembre 1994  | Berlin      | Allemagne  | Traenenpalast     | 550      |
| 38 | 12 décembre 1994  | New York    | États-Unis | Roseland Ballroom | 3 500    |